# Henri de Boulainvilliers
Henri de Boulainvilliers (* 21. Oktober 1658 in Saint-Saire; † 23. Januar 1722 in Paris) war ein französischer Historiker, Philosoph und Astrologe, der als einer der ersten Rassentheoretiker bekannt ist. 

## Leben
Henri de Boulainvilliers entstammte der nordfranzösischen Adelsfamilie Boulainvilliers. Seine Schriften wurden fast alle postum veröffentlicht. Er ist in der Gegenwart vor allem als Historiker bekannt. Als Gegner des Absolutismus seiner Zeit und als Verteidiger der Aristokratie nennt er das Feudalsystem ein „Meisterwerk des menschlichen Geistes“. Der Herzog von Saint-Simon, Voltaire und Montesquieu schätzten ihn. Jean-Baptiste Dubos bekämpfte seine Auffassung in der gegen den Adel gerichteten Schrift Histoire critique de l’établissement de la monarchie française dans les Gaules (1734). Mehrfach übersetzt (auch ins Deutsche) wurde seine Mohammed-Biographie.
Philosophisch beschäftigte sich Boulainvilliers als einer der Ersten intensiv mit Spinoza und ließ ab 1712 diesbezügliche Manuskripte zirkulieren.
Schließlich kommt ihm ein Platz in der Geschichte der Astrologie zu.
In seinen Essais sur la noblesse de France („Essays über den französischen Adel“) entwarf er zwei getrennte Rassen: den Adel und das Volk. Er sah die adlige Minderheit als rechtmäßige Eroberer und forderte ihre Wiedereinsetzung in ihre angestammten Rechte als ursprüngliche Eroberer. Dadurch wurde ein Standesrassismus begründet, wie er später noch bis ins 19. Jahrhundert bei Gobineau vorherrschend sein sollte.

## Werke

### Geschichtswissenschaft
- Memoire pour la noblesse de France, contre les ducs et pairs. 1717.
- État de la France. 2 Bde. London 1727, 1728, 1737, 1752. (englisch 1739)
- Histoire de l’ancien gouvernement de la France. 3 Bde. Den Haag und Amsterdam 1727.
  - (deutsch) Geschichte der alten Staatsverfassung in Frankreich, Teutschland und Italien. 4 Bde. Bamberg 1763.
- Mémoires présentés à Monseigneur le duc d’Orléans, régent de France. Contenant les moyens de rendre ce royaume très puissant, & d'augmenter considérablement les revenus du roi & du peuple. Den Haag und Amsterdam 1727.
- Essais sur la noblesse de France. Amsterdam 1732. Digitalisat
- Abregé chronologique de l’histoire de France. 3 Bde. Den Haag 1733.
- Lettres sur les anciens parlements de France que l’on nomme États généraux. 3 Bde. London 1753.

### Mohammed-Biographie
- La vie de Mahomed. London 1730. Nachdruck 1971.
- La vie de Mahomed. Avec des reflexions sur la religion mahometane & les coutumes des musulmans. 1731. (englisch 1731)
  - (deutsch) Das Leben des Mahomeds, mit historischen Anmerkungen über die Mahomedanische Religion und die Gewohnheiten der Meuselmänner. Lemgo 1747.
  - (italienisch) Vita di Maometto. Palermo 1992.
- Histoire des Arabes, avec la vie de Mahomed. Amsterdam 1731.

### Spinoza
- Réfutation des erreurs de Benoît de Spinosa. Brüssel 1731.
- Doutes sur la religion. London 1767. (über Spinoza)
- (Übersetzer) Spinoza: Ethique. Colin, Paris 1907.
- Oeuvres philosophiques. Hrsg. Renée Simon. 2 Bde. Den Haag 1973–1975.

### Astrologie
- Traité d’astrologie. Garches 1947.
- Astrologie mondiale. Garches 1947.

### Handbuchliteratur
- Alain Pons: Boulainvilliers, Henri de. In: Jean-Pierre de Beaumarchais, Daniel Couty und Alain Rey (Hrsg.): Dictionnaire des littératures de langue française. Auteurs. Ausgabe in 4 Bänden. Bordas, Paris 1984 (1999), S. 314.
- Jürgen von Stackelberg: Kleines Lexikon vergessener Autoren des 17. Jahrhunderts (Frankreich), Bonn 2014, S. 26.